# Опричнина
Опри́чнина (рос. опричнина — від «опричник») — система заходів (репресії, страти, конфіскація земель), яку здійснював у Московській державі в XVI ст. цар Іван IV з метою зміцнення своєї влади, для боротьби з опозицією, залишками удільного сепаратизму та посилення асиміляції завойованих територій.

## Причини введення опричнини

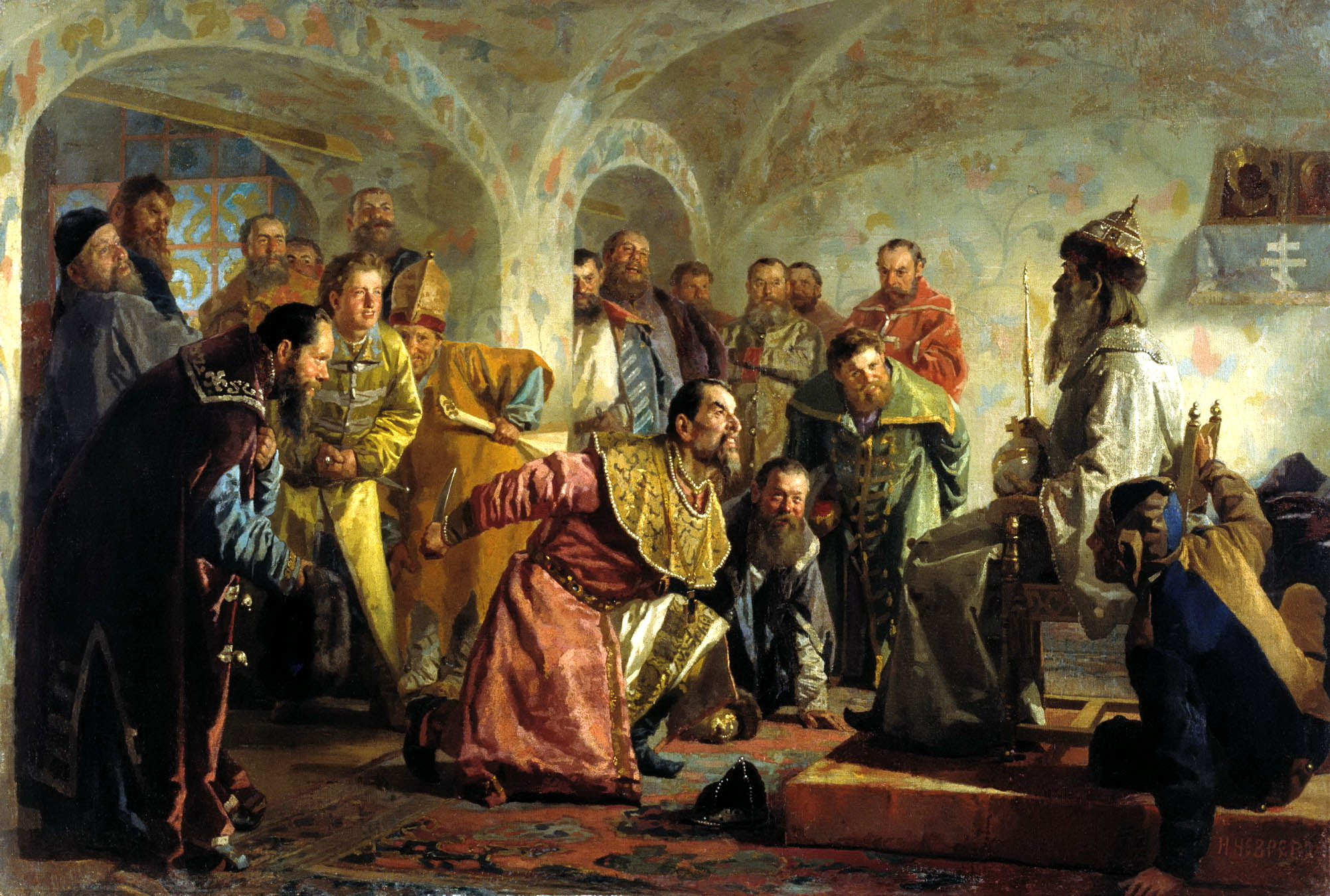
Опричники.
Картина М. В. Неврева. Зображено вбивство боярина І. П. Федорова (1568), якого Грозний, обвинувативши в бажанні захопити владу, змусив надягти царський одяг і сісти на трон, після чого зарізав.

У січні 1558 року цар Іван IV почав Лівонську війну за завоювання узбережжя Балтійського моря для отримання доступу до морських комунікацій і спрощення торгівлі з західно-європейськими країнами.
Після перемир'я в березні-листопаді 1559 року Московська держава зіткнулася з широкою коаліцією ворогів, до яких належали Польща, Литва, Швеція. Фактично брало участь в антимосковський коаліції і Кримське ханство, розоряючи регулярними набігами південні області. Війна набула затяжного виснажливого характеру. Посуха і голод, епідемії чуми, кримсько-татарські набіги, польсько-литовсько-руські (українські) рейди і морська блокада, здійснювана Польщею і Швецією, спустошували Московію.
Представники боярства почали виступати проти продовження боротьби за вихід до Балтики. У 1564 році царя покинув командувач західною армією князь Андрій Курбський, видав агентів царя в Лівонії та брав участь у наступальних діях поляків, литовців і русинів, зокрема в поході на Великі Луки.
Зрада Курбського і небажання бояр-вотчинників брати участь у боротьбі проти Республіки Обох Націй (речі Посполитої) і Швеції привели царя до думки про необхідність знищення привілеїв аристократії та залишків феодальної удільної системи при одночасному посиленні дворянства служивого.

## Хід опричнини

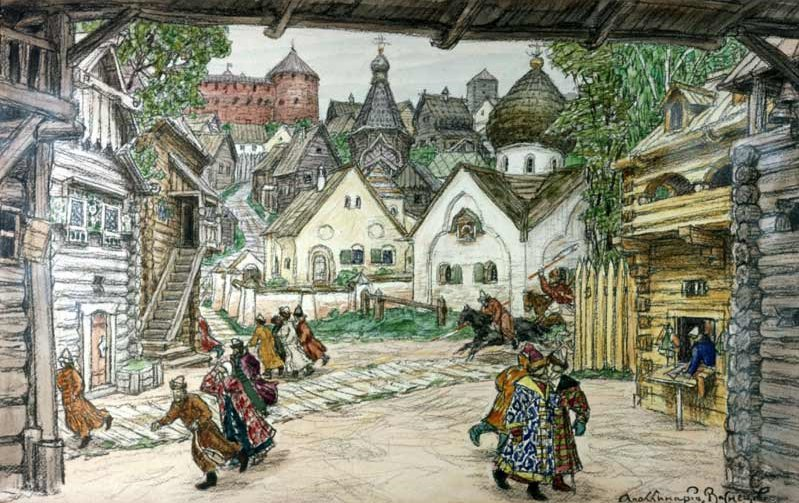
Міська вулиця: люди в паніці кидаються врозтіч від опричників, декорації В. Васнецова

У 1565 цар оголошує про введення в країні опричнини. Країна була поділена на дві частини — «опричнину» і «земщину». В опричнину цар відокремив частину бояр, служивих і приказних людей, у палацах Ситному, Кормовому й Хлібенному був призначений особливий штат ключників, кухарів, псарів тощо; були набрані особливі загони стрільців. На утримання опричнини були призначені особливі міста (близько 20, у тому числі Москва, Вологда, Вязьма, Суздаль, Козельськ, Мединь, Великий Устюг) з волостями. У самій Москві деякі вулиці (Чертольская, Арбат, Сивцев Вражек, частина Нікітської та ін.) були віддані в розпорядження опричнини; колишні жителі були переселені на інші вулиці. В опричнину було набрано також до 1 000 князів, дворян, дітей боярських, як московських, так і міських. Їм були роздані маєтності у волостях, призначених для утримання опричнини; колишні поміщики й вотчинники були переведені з тих волостей в інші.
Території, що не увійшли до опричнини, стали називатися земщиною. Управління земщиною цар доручив земським боярам, тобто власне боярській думі, поставивши на чолі князів Івана Дмитровича Бельського та Івана Федоровича Мстиславського.
У ході опричнини Івану Грозному вдалося швидко зруйнувати землеволодіння великої феодальної знаті, бояр і княжат, що були переселені на прикордоння держави, де йшли постійні воєнні дії. За оцінками В. Кобріна спустошення зазнало до 90 % земель Московського царства. Запустіння московитських земель призвело до масштабного голоду та епідемій серед селян.
З 1568 року почалася більша хвиля репресій, зокрема так звана справа боярина І. П. Федорова, за якою було страчено понад 400 людей. Опричні репресії супроводжувалися вбивствами й грабежами населення міст і вотчин. Найкривавішим епізодом у ході опричнини став похід на Новгород 1570 року. Підозрюючи новгородську торговельну знать у підготовці переходу міста на сторону Речі Посполитої, Іван Грозний, у супроводі дружини опричників, стрільців й інших ратних людей, виступив проти Новгорода. У ході цієї операції за різними підрахунками загинуло від 10 до 27 тисяч мешканців міста, спустошені були також околиці Новгорода. Населення було обкладено непосильними податками, для стягнення яких Іван Грозний використовував тортури та страти. Після спустошення Новгорода в Москві було страчено до 200 людей із числа знаті, причому страти відрізнялися садистською витонченістю.

## Кінець опричнини
Опричнина була припинена 1572 року після руйнівного набігу кримських татар на Москву. Опричнинські полки виявились нездатними оборонити Москву від набігу, місто було спалене, а значна частина його мешканців загинула від вогню і диму. Сам Іван Грозний при цьому втік.
Татарський набіг вдарив по престижу царя і опричнини. 1575 року Іван Грозний зрікся царського престолу на користь касимовського хана Симеона Бекбулатовича, проте вже через рік скасував своє рішення і повернувся до влади, віддавши Бекбулатовичу володіння у Твері.